# BMW Série 7 (E65)
La BMW E65 est le nom de la quatrième génération de la Série 7 du constructeur automobile BMW, qui a été construite de l'automne 2001 à la fin de l'été 2008. Elle a remplacé la gamme E38.
Le concept d’interface IDrive a été introduit pour la première fois avec l’E65. Le véhicule fait partie de la catégorie des berlines de luxe. La version longue s'appelle E66, la version de « protection spéciale » destinée aux personnalités s'appelle E67, tandis que la variante à propulsion à hydrogène s'appelle E68 (voir aussi BMW Hydrogen 7). En Allemagne, les prix de vente aux diverses dates de mise sur le marché allaient de 58 500 € (730d de 2003) à 127 500 € (760Li de 2008).
En octobre 2008, le modèle successeur, la F01, a été présenté.

## Historique du modèle

### Généralités
À la fin de l'été 2001, au Salon de l'automobile de Francfort, la nouvelle Série 7 (E65) a été officiellement présentée. Les ventes ont commencé en novembre 2001 avec les modèles à moteurs essence 735i et 745i.
Les versions longues 735Li et 745Li sont apparues en avril 2002 ; ces modèles avec un empattement plus long de 140 millimètres ont leur propre désignation de gamme (E66). Quelques mois plus tard, la gamme a été complétée par les variantes à moteurs Diesel 730d et 740d.
Avec l'apparition de l'E65, l'ordre des lettres pour les versions longues est passé de 7xxiL à 7xxLi, comme introduit avec la gamme E3.

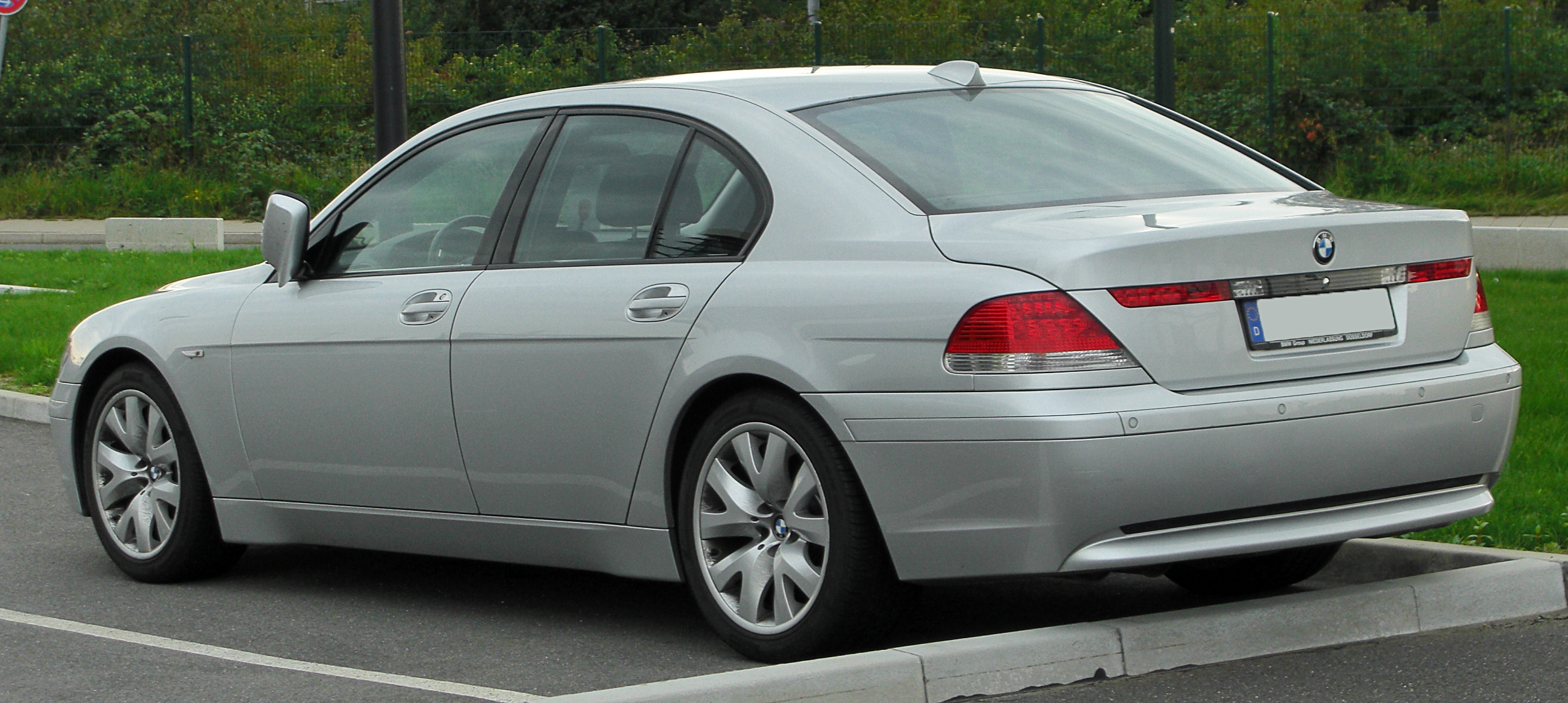
Vue arrière
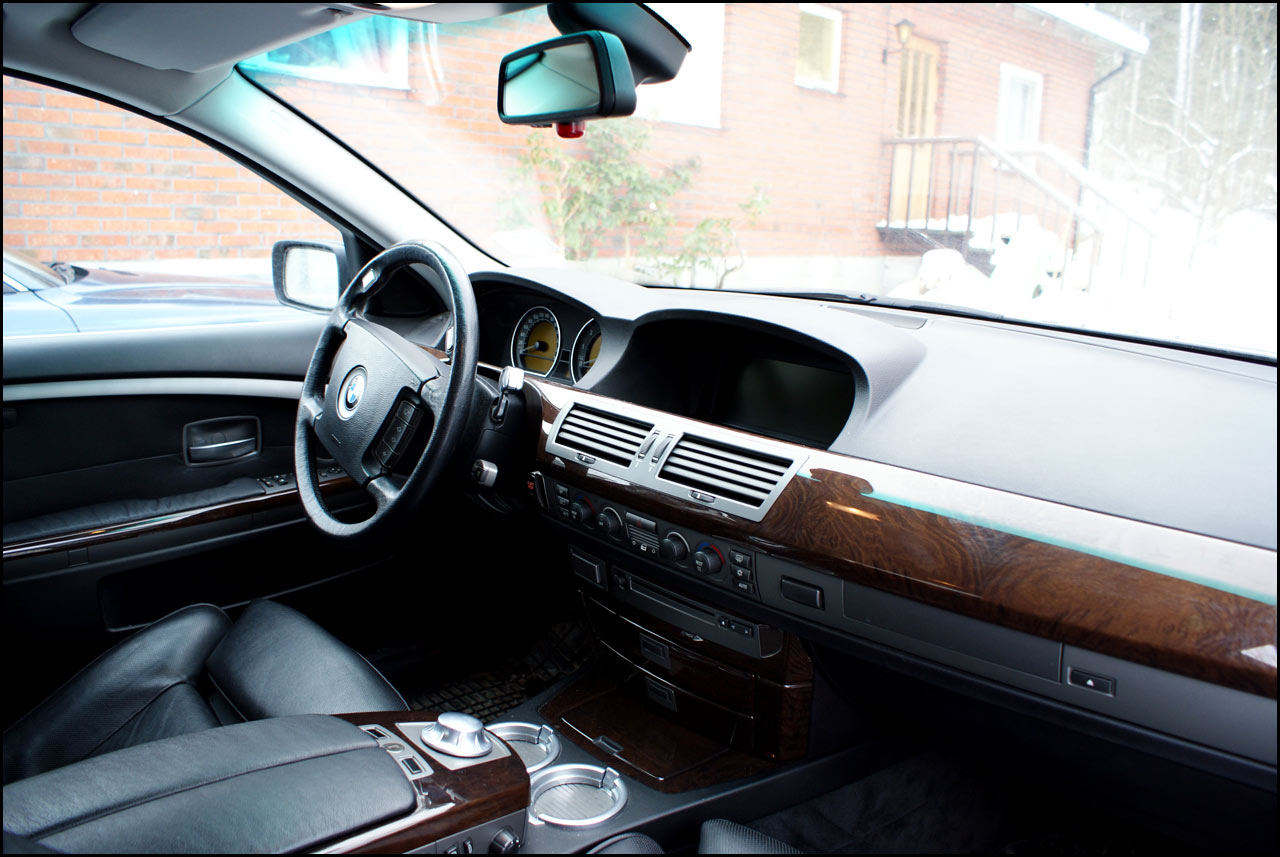
Intérieur
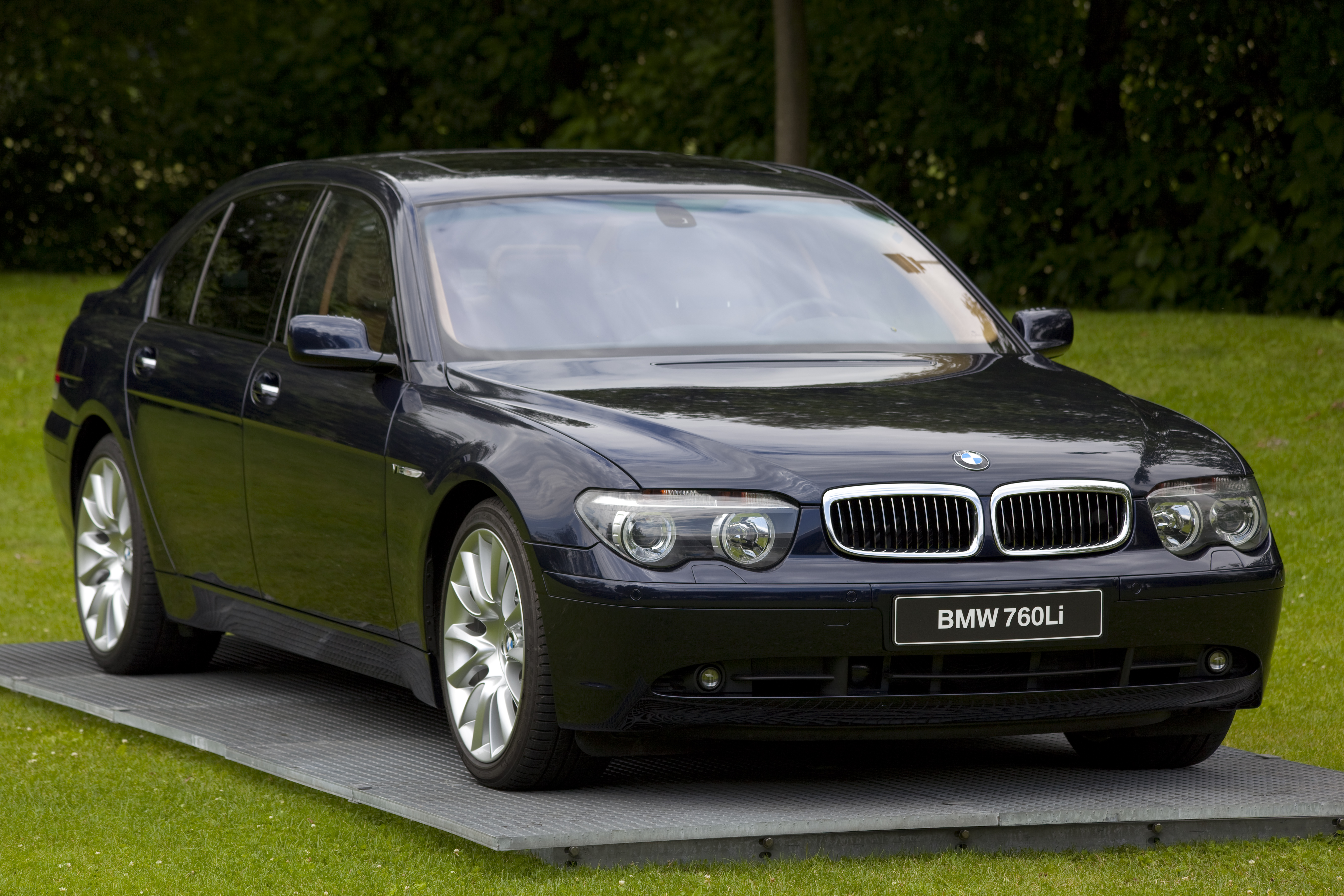
BMW 760Li (2003–2005)

### Conception
La conception a rompu avec la ligne conservatrice de l’E38 précédente et a été discutée de manière controversée. L'avant frappant et le couvercle du coffre particulier étaient représentatifs de la nouvelle ligne de design sous le patron du design de l'époque, Chris Bangle.
Les phares de la version américaine diffèrent de ceux de la version européenne par leurs « angles ambrés », un vitrage jaune pour les éléments de clignotants, qui est requis par la loi aux États-Unis.

### Lifting
À partir de l'année modèle 2003, les phares adaptatifs étaient disponibles en tant qu'équipement supplémentaire.
Un important lifting a eu lieu en avril 2005. La version reliftée a été officiellement présentée pour la première fois au public au Salon international de l'automobile de Genève 2005.
Bien que déjà bien accueillie sur certains marchés, par exemple aux États-Unis, en Russie, en Asie et en Arabie, le design de la Série 7 a été jugé trop « extraverti » pour la plupart des Européens. La conception ambiguë a donc nécessité des changements profonds. Lors du rafraîchissement programmé du produit (appelé « LCI » pour « LifeCycle Impulse » dans le jargon BMW) au milieu du cycle de vie de la gamme de modèles, la voiture a pris une apparence sensiblement différente.
L'avant est devenu plus rond dans l'ensemble. Les haricots ont été élargis et le cadre chromé a été élargi. Les phares ont été changés pour des phares bi-xénon de série, qui sont plus plats avec une forme plus fluide et les « poches » sous les phares ont disparu pour donner à l'avant une image plus conviviale. Depuis la révision, le capot descend en douceur vers les phares et les haricots.
À l'arrière, le couvercle du coffre, souvent décrié, a été dissimulé en intégrant le couvercle du coffre dans le prolongement de l'arrière à l'aide de feux arrière généralisés et d'une bande chromée horizontale. Les feux arrière ont un nouveau design avec la technologie LED. Le tablier arrière a également été modifié. L'arrière révisé apparaît maintenant nettement plus large. De plus, chaque modèle de Série 7 dispose désormais d'applications chromées sur les bandes de pare-chocs, ce qui était auparavant réservé aux versions longues (non applicable avec l'équipement spécial Shadow Line).
À l'intérieur, le concept d’interface innovant iDrive, qui a fait l'objet de nombreuses critiques en raison de sa complexité, a été revu et simplifié. De plus, de nouvelles couleurs (Barberarot Metallic, Michiganblau Metallic, Monacoblau Metallic et Tiefgrün Metallic) et jantes en alliage (de 17 à 21 pouces) ont été proposées. Toutes les variantes de moteur, à l'exception de celui de la 760i, ont été révisées.
Le lifting a également entraîné une détérioration pour les clients et une amélioration pour les ateliers : si une ampoule de feu de position doit être remplacée, le pare-chocs avant puis les phares doivent être démontés.
En septembre 2005, la première Série 7 version longue à moteur diesel est présentée sous le nom de 730Ld.
À l'automne 2005, l'assistant de vision nocturne BMW Night Vision a été introduit en Allemagne en même temps que le premier assistant de feux de route.
Le modèle a été remplacé par la F01 le 15 novembre 2008.

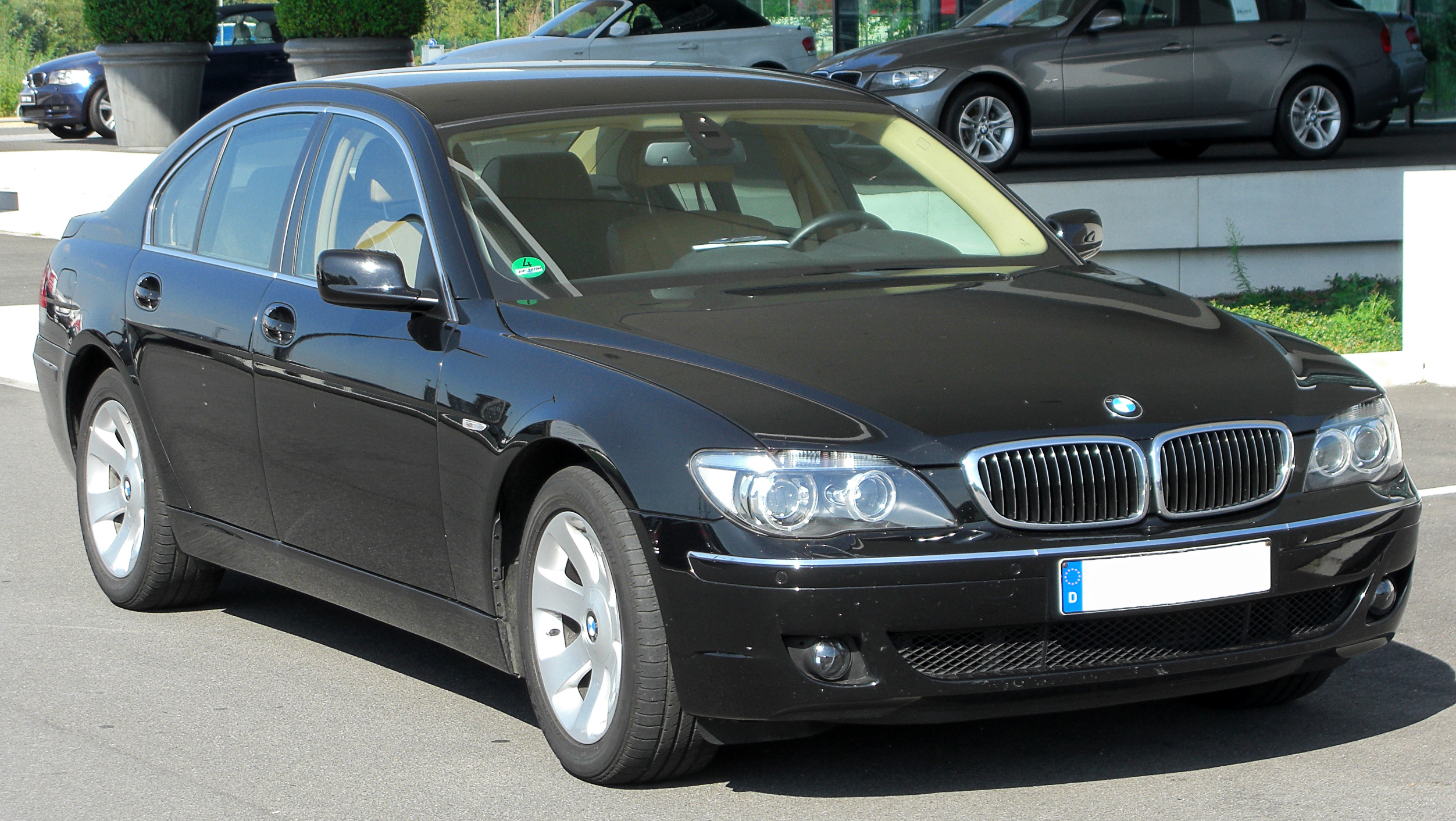
BMW 730d (2005–2008)
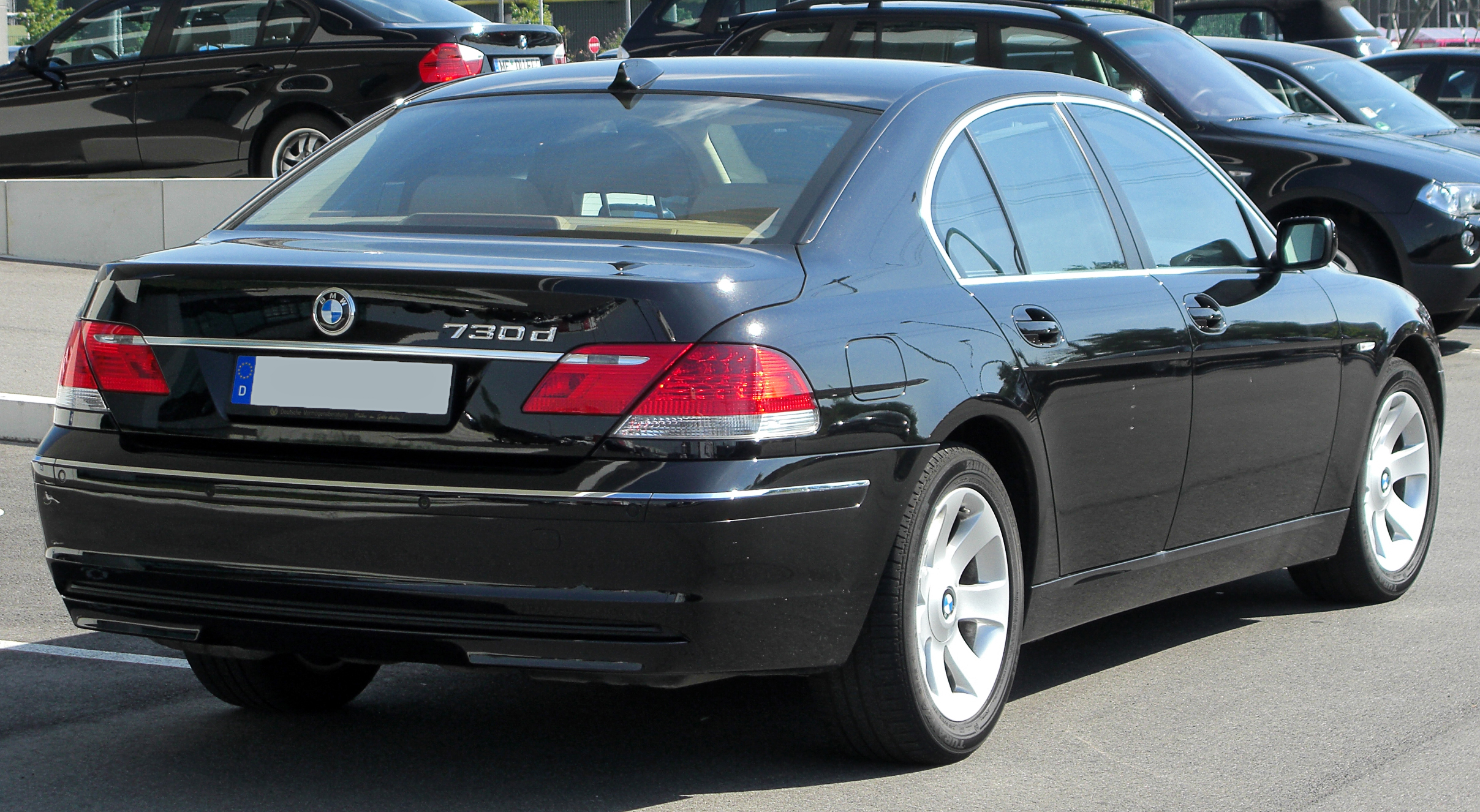
Vue arrière
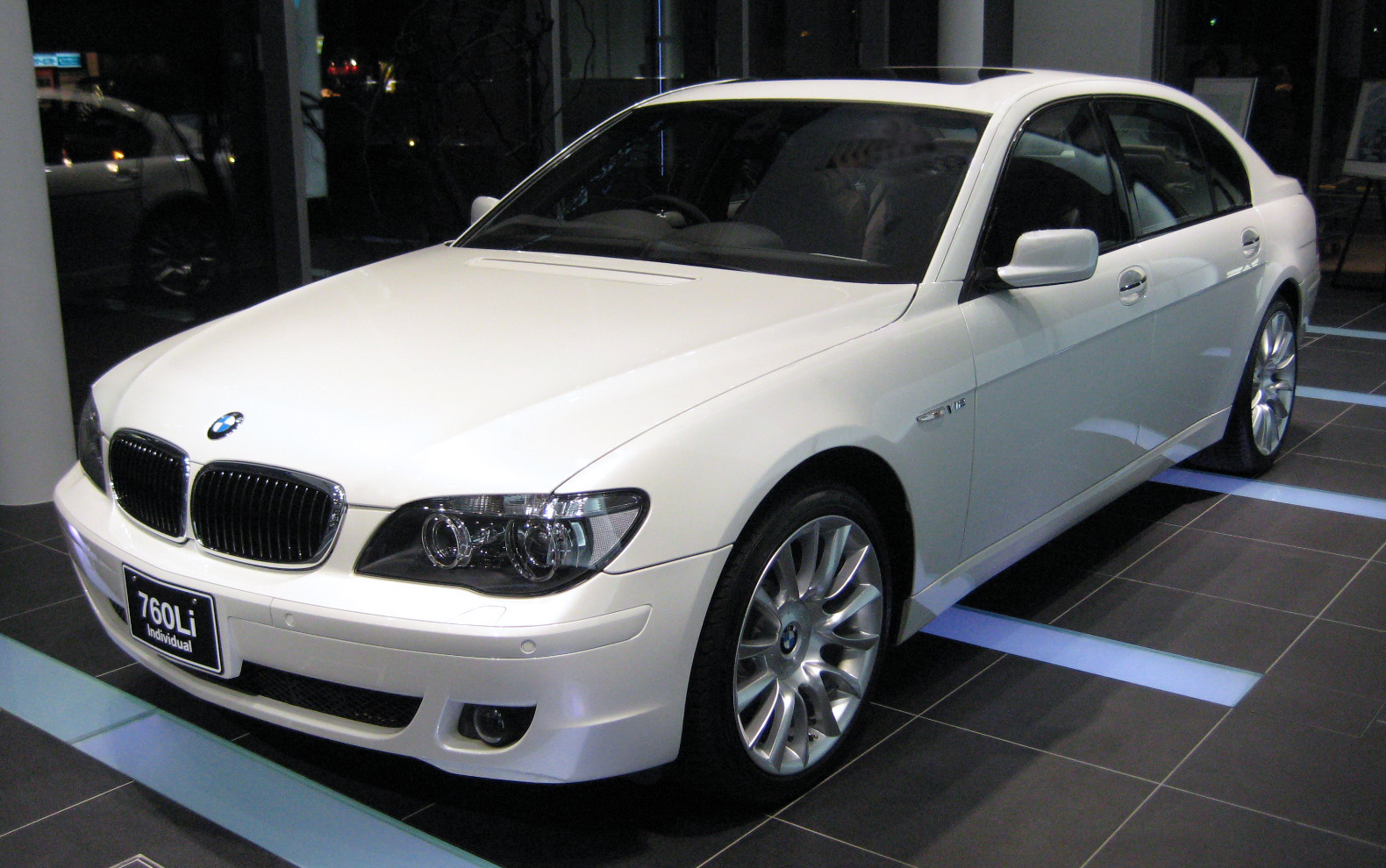
BMW 760Li (2005–2008)

## Transmission
Au début des ventes en novembre 2001, seuls les modèles 735i et 745i étaient disponibles. Quelques mois plus tard, la gamme est complétée par les variantes Diesel 730d et 740d.
Au printemps 2003, la gamme de moteurs a été complétée avec les modèles 730i et 760i, tous deux également apparus en version longue en même temps. Le moteur douze cylindres est doté de la technologie à quatre soupapes et de l'injection directe de carburant, qui a été combinée pour la première fois avec la commande de soupape Valvetronic entièrement variable. Les modèles diesel 730d et 740d sont équipés d'une injection directe à rampe commune de deuxième génération.
En septembre 2006, BMW a augmenté la puissance maximale de la 745d à 242 kW (329 ch) et le couple maximal à 750 Nm (700 Nm auparavant). Les acheteurs qui ont acquis le moteur diesel de 4,4 litres d'une puissance maximale de 220 kW (299 ch) peuvent voir la puissance maximale augmentée à 242 kW (329 ch) avec une mise à jour logicielle. Dans le même temps, la première Série 7 version longue avec un moteur diesel a été présentée sous le nom de 730Ld. Les modèles diesel 730d et 745d sont dotés de la technologie à rampe commune de troisième génération. La 745d a un double turbocompresseur, la 730d n'utilise qu'un seul turbocompresseur.
L’E65 a été la première voiture au monde à être équipée d'une transmission automatique à six vitesses standard, qui est actionnée via un levier sélecteur sur le volant.